# Future Shop
Future Shop (рус. Фью́чер Шоп) — крупнейший розничный продавец электроники в Канаде. По состоянию на декабрь 2008 он располагает 139 магазинами во всех провинциях Канады.
4 ноября 2001 Future Shop был куплен Best Buy за 480 миллионов долларов. Компания была переименована в Best Buy Canada Ltd. и стала 100%-ной дочерней компанией американского предприятия. Она продолжает деятельность как отдельный филиал, причём большинство магазинов сохранило своё первоначальное название. Future Shop продолжает расти и открывать новые торговые точки по всей Канаде. В декабре 2008 Future Shop открыл новый магазин-флагман в Эдмонтоне, в торговом центре South Edmonton Common, считающемся крупнейшим в Канаде.